# Rhea pennata garleppi
El suri cordillerano o ñandú cordillerano (Rhea pennata garleppi), es una de las 3 subespecies que componen la especie Rhea pennata, del género Rhea, enormes y pesadas aves no voladoras exclusivas de América del Sur. Esta subespecie habita en regiones áridas o semiáridas del centro-oeste de Sudamérica.

## Nombres vulgares
También es conocido como avestruz cordillerano, ñandú puneño, ñandú de la cordillera, ñandú petiso de la Puna, ñandú de la Puna, ñandú petizo de la cordillera o ñandú cordillerano.

## Distribución y hábitat
R. p. garleppi se distribuye en áreas altiplánicas y mesetas desde Perú, pasando por Bolivia, hasta el Noroeste argentino.

### En Perú
En el Perú se encuentra en áreas puneñas del sudeste del país, en los departamentos de:
- Moquegua, en una superficie de 457 311 ha.

1. Provincia de Mariscal Nieto (298 828 ha)
2. Provincia de General Sánchez Cerro (158 483 ha)

- Puno, en una superficie de 459 632 ha.

1. Provincia de El Collao (288 342 ha)
2. Provincia de Puno (109 758 ha)
3. Provincia de Chucuito (61 532 ha)

- Tacna, en una superficie de 391 115 ha.

1. Provincia de Candarave (155 014 ha)
2. Provincia de Tarata (130 414 ha)
3. Provincia de Tacna (105 687 ha)

### En Bolivia
En Bolivia habita en el sudoeste, en los departamentos de: La Paz, Oruro, y Potosí.

### En Argentina
En Argentina posee la distribución más extensa y las poblaciones remanentes más numerosas, encontrándoselo en el noroeste del país.
Habita en las provincias de:
- Jujuy; en los departamentos de:

1. Cochinoca,
2. Humahuaca,
3. Rinconada,
4. Santa Catalina,
5. Susques,
6. Tumbaya,
7. Yavi.

- Salta; en los departamentos de:

1. La Poma,
2. Los Andes,
3. Molinos.

- Tucumán; en el departamento de:

1. Tafí del Valle.

- Catamarca; en los departamentos de:

1. Antofagasta de la Sierra,
2. Belén,
3. Tinogasta.

- La Rioja; en los departamentos de:

1. Coronel Felipe Varela,
2. General Lamadrid,
3. Independencia,
4. Vinchina.

- San Juan; en los departamentos de:

1. Calingasta,
2. Iglesia,
3. Jáchal,
4. Valle Fértil.

- Mendoza; en localidades del extremo noroeste provincial (Paramillos de Uspallata, Uspallata, Yaguaraz, Puente del Inca, y cerro Pelado), en los departamentos de:

1. Las Heras
2. Luján de Cuyo.

Falta confirmar la identidad de la población de ñandúes petisos que habita en la zona de la laguna del Diamante en el departamento San Carlos (ubicada a 34°09′S 69°41′O), a una altitud de 3300 m s. n. m., pues podrían ser los grupos más australes de Rhea pennata garleppi o los más septentrionales de Rhea pennata pennata.
El taxón pudo haber tenido una distribución aún mayor, a juzgar por los fragmentos de cáscaras de huevos encontrados en el sitio arqueológico Arroyo Talainín 2, localizado en el sector occidental del valle de Salsacate, a 1030 m s. n. m., próximo al paraje Cañada de Salas, en la provincia de Córdoba, con dataciones entre los 1000-700 AP; aunque no fue posible asignarlos a la subespecie R. p. pennata o a R. p. garleppi.
Vive en planicies y lomadas de las mesetas del altiplano andino, región ubicada en el área central de la cordillera de los Andes, así como en bolsones y valles áridos a menor altura, con vegetación del distrito fitogeográfico del Monte de Sierras y Bolsones de la Provincia fitogeográfica del Monte, y sectores de la provincia fitogeográfica Prepuneña. Habita en altitudes comprendidas entre los 1500 y los 4500 m s. n. m.

## Taxonomía
Esta subespecie fue descrita originalmente por Charles Chubb en el año 1913. Su localidad tipo es: «Esperanza, Bolivia, a 4000 msnm».
Algunos autores han sugerido que los dos taxones del norte —ambos descritos por Charles Chubb en 1913— (R. p. tarapacensis y R. p. garleppi) deberían ser considerados una especie separada del taxón austral ( R. p. pennata), quedando R. t. tarapacensis como la subespecie típica y R. t. garleppi como una subespecie del anterior. También se ha propuesto que R. p. garleppi pase a la sinonimia de  R. p. tarapacensis.
La especie en su conjunto, al ser similar en aspecto y estructura al ñandú grande o común (Rhea americana), se la asigna al mismo género: Rhea. Para algunos autores, sobre la base de las diferencias entre ambas especies, merecen ser consideradas como géneros independientes, incluyendo a los taxones andino-patagónicos en el género Pterocnemia, según la clasificación de George Grayen el año 1871.

## Descripción
Es un ave de unos 90 a 100 cm de longitud (medida entre la punta del pico y la punta de la cola), con pesos que van desde los 15 a los 28,6 kg. Tiene una cabeza pequeña, al igual que su pico, de color pardo-córneo, el que mide entre 6,2 a 9,2 cm. Como contraparte, su cuello y patas son largos, estás últimas le permiten alcanzar velocidades en carrera de hasta 60 km/h. La parte superior de su tarso es emplumada. 
Su coloración es gris pardo a castaño con moteado blanco. La coloración es idéntica en ambos sexos, pero las hembras son ligeramente más pequeñas. Las crías nacen con un color blanco amarillento y adquieren el moteado de los adultos al año; son maduros sexualmente a los 2 años de edad.  
Rhea pennata garleppi se diferencia con respecto a Rhea pennata pennata por ser ligeramente menor, por poseer patas más cortas, y mostrar una coloración más gris en el dorso, por tener más ocre la cabeza y el cuello, y por tener largos plumones escapulares, los que, al igual que las cubiertas, son más oscuros, con contrastantes ápices de color blanco (más limitados que en el taxón austral). Los juveniles suelen no mostrar estas puntas blancas. El tarso tiene, en su parte frontal, de 8 a 10 placas horizontales, denominadas técnicamente: escutelaciones.
El descriptor de las formas R. p. garleppi y R. p. tarapacensis señala que las diferencias entre ellas son que la primera muestra la cabeza y cuello de un color isabelino sucio, mientras que en la segunda es gris ceniciento; además el plumaje del dorso en la primera es pardo-grisáceo, y en la segunda es pardo-rojizo.

## Costumbres

### Hábitos
Fuera de la estación de cría, viven en grupos de 5 a 30 aves, de diferentes sexos y edades.

### Alimentación y predadores
Su dieta se basa principalmente de hojas de arbustos, y hierbas como gramíneas, juncáceas, y ciperáceas. Es complementada con alimentos de origen animal: insectos, arácnidos, pequeños vertebrados.
Si bien, en comparación con otros ratites, posee alas bien desarrolladas, es incapaz de volar, pero lo compensa con ser un gran corredor, lo que le permite huir de sus predadores, en especial el puma (Puma concolor concolor y Puma concolor cabrerae). Del zorro colorado puneño el adulto se defiende con sus afiladas garras que presentan los dedos de sus patas —un arma muy eficaz—, aunque ese cánido suele capturar más fácilmente a las crías.

### Reproducción
Cada macho dominante posee un pequeño harén con varias hembras, a las que defiende de otros machos mediante duras batallas. Estas hembras colocan, de manera polígama, de 20 a 30 huevos junto al nido; luego el macho los agrupa y finalmente solo él los incuba. En este periodo, el macho se torna muy agresivo. Los polluelos son nidífugos, y a los pocos minutos siguen a su padre, quien también es el único encargado de sus cuidados. 

## Historia y estado de conservación
Los relatos de los conquistadores españoles señalan que en la época del Imperio incaico, el taxón era propiedad del estado incaico, por lo que la colecta de sus huevos, y su caza estaba prohibida. Su plumaje solo podía adornar las vestimentas de la familia real. Esta protección hacía que la especie fuera abundante, presentándose en grupos de 100 a 120 suris.
En el siglo XXI, las principales amenazas para este taxón lo constituyen la recolección de sus huevos —con
fines alimenticios—, y la caza indiscriminada con el fin de obtener su cuero, plumas, carne (baja en colesterol), y grasa (empleada con fines medicinales).
Este taxón, al igual que su par que también vive en el norte, ha sufrido una drástica disminución poblacional, lo que lo ha puesto en grave peligro de extinción. Es particularmente cazado por las comunidades indígenas, las cuales en su hábitat están representadas por comunidades aimarás.
Como el ambiente arbustivo-estepario ofrece un mínimo volumen forrajero, para esta subespecie es fundamental la oferta alimentaria que ofrecen los limitados bofedales altiplánicos, pero allí sufre la competencia con el ganado doméstico y la creciente población de vicuñas.
Esta subespecie está incluida en el apéndice I del CITES (Convención sobre el Comercio Internacional de Especies Amenazadas de Fauna y Flora Silvestres), por lo que el comercio de individuos o sus partes, se permite solo en circunstancias excepcionales.
En el Perú, el taxón es considerado en peligro crítico. El primer censo de los ejemplares peruanos arrojó un total de 447 suris, los que viven en una superficie de 10 849 km². En Moquegua viven 186 suris en un territorio de 3315 km²; en Tacna 157 suris en 3488 km²; finalmente en Puno habitan 104 suris en 4046 km². Las localidades con mayores concentraciones de suris fueron Carumas (Moquegua), Mazo Cruz (Puno), y  Palca (Tacna). Dos criaderos se han creado para multiplicar a este taxón: el de la ONG Mallku, y el Centro de Rescate de Humajalso-PELT, en Puno.
Para su protección se ha conformado la «Red Peruana para la Conservación del suri», integrada por las gerencias de recursos naturales de las tres regiones, sus municipalidades, universidades, ONGs, investigadores, Proyectos Especiales, comunidades de su hábitat, e Inrena (Instituto Nacional de Recursos Naturales).